# Bệnh viện Thống Nhất
Bệnh viện Thống Nhất (tên tiếng anh: Thong Nhat Hospital) là một bệnh viện đa khoa hạng I trực thuộc Bộ Y Tế nằm ở số 1 đường Lý Thường Kiệt, phường 7, quận Tân Bình, Thành phố Hồ Chí Minh, với tên gọi ban đầu là Bệnh viện Vì Dân.

## Lãnh đạo

### Ban giám đốc bệnh viện hiện tại
- Giám đốc:  TTND. PGS. TS. BS. Lê Đình Thanh[2]
- Phó Giám đốc:
  1. TTND. PGS. TS. BS. Đỗ Kim Quế[3]
  2. PGS. TS. BS. Võ Thành Toàn[4]
  3. ThS. Nguyễn Quang Vinh[5]

### Giám đốc bệnh viện qua các thời kỳ[6]
- GS, TS, AHLĐ, TTND Nguyễn Thiện Thành: 05/1978 - 12/1988
- Thầy thuốc ưu tú Phạm Đoàn Duyên: 01/1989 - 02/1997
- GS, TS, AHLĐ, TTND Nguyễn Mạnh Phan: 03/1997 - 03/2008
- PGS, TS, TTND Trần Chí Liêm: 04/2008 - 08/2008
- GS, TS, TTND Nguyễn Đức Công: 09/2008 - 08/2019

## Lịch sử hình thành và phát triển

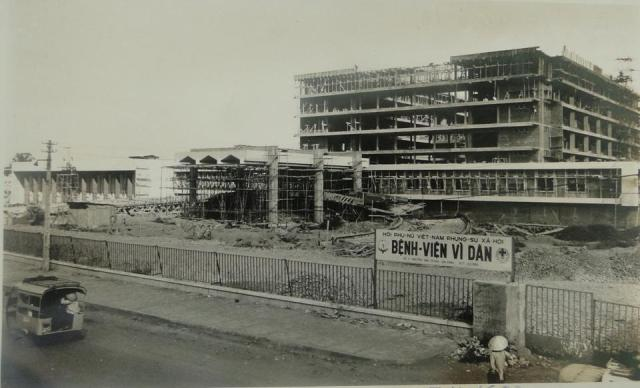
Bệnh viện Thống Nhất trước năm 1975

Bệnh viện Thống Nhất được thành lập sau ngày miền Nam giải phóng, trên cơ sở tiếp quản Bệnh viện Vì Dân của chế độ cũ Việt Nam Cộng hoà. Ngày 01/11/1975 là mốc thời gian đánh dấu Bệnh viện tiếp nhận và điều trị bệnh nhân đầu tiên, với tên gọi là Quân y viện Thống Nhất, trực thuộc sự quản lý của Bộ Quốc phòng Việt Nam. Kể từ đó, ngày 01/11/1975 trở thành ngày truyền thống của Bệnh viện. Đại tá, GS. Nguyễn Thiện Thành làm Giám đốc, Đại tá Nguyễn Việt Hồng làm Chính ủy, thực hiện nhiệm vụ: Khám chữa bệnh và quản lý sức khỏe cho cán bộ trung, cao cấp quân - dân chính, đảng và một số khách quốc tế cần thiết hoạt động ở miền Nam; Tham gia quản lý sức khỏe cán bộ cao cấp, cấp cứu, điều trị tại nhà cho các đồng chí Trung ương ủy viên, phục vụ mọi mặt về y tế cho các hội nghị do Trung ương Đảng hoặc Chính phủ tổ chức tại miền Nam.

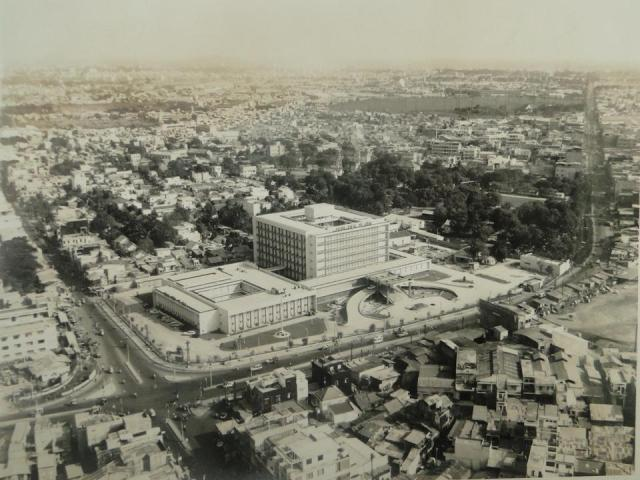
Bệnh viện Thống Nhất trước năm 1975 nhìn từ trên cao

Ngày 25/3/1978, Bệnh viện Thống Nhất được chuyển về trực thuộc Bộ Y tế, với quy mô 400 giường, cơ cấu tổ chức gồm 16 khoa lâm sàng, 07 khoa cận lâm sàng, 01 phòng khám bệnh đa khoa, 02 tổ bảo vệ sức khỏe và 06 phòng chức năng. Lúc này Bệnh viện được bổ sung thêm các nhiệm vụ: Khám và điều trị cho gia đình cán bộ theo sự phân công và quy định của Ban Tổ chức Trung ương Đảng;  Bồi dưỡng, bổ túc chuyên môn kỹ thuật cho cán bộ, nhân viên và tham gia công tác nghiên cứu khoa học; Chỉ đạo tuyến trong việc quản lý sức khỏe cán bộ thuộc diện Bệnh viện quản lý.
Ngày 22/3/2015, Bệnh viện Thống Nhất đã tổ chức Lễ tổng kết giai đoạn 1 Dự án xây dựng, cải tạo, mở rộng, nâng cấp Bệnh viện và khánh thành Khu điều trị kỹ thuật cao. Dự án gồm 2 toà nhà chính với quy mô 7 tầng, gồm 500 giường bệnh và khu vự phòng khám. Việc hoàn thành Dự án đã làm cho Bệnh viện khang trang hơn, mặt bằng được mở rộng đáp ứng nhu cầu khám chữa bệnh ngày càng cao của bệnh nhân là cán bộ và nhân dân trên địa bàn. Nâng số giường điều trị nội trú lên 1.200 giường, bảo đảm cho bệnh nhân điều trị nội trú có đủ giường không để nằm ghép hoặc chuyển tuyến vì thiếu giường

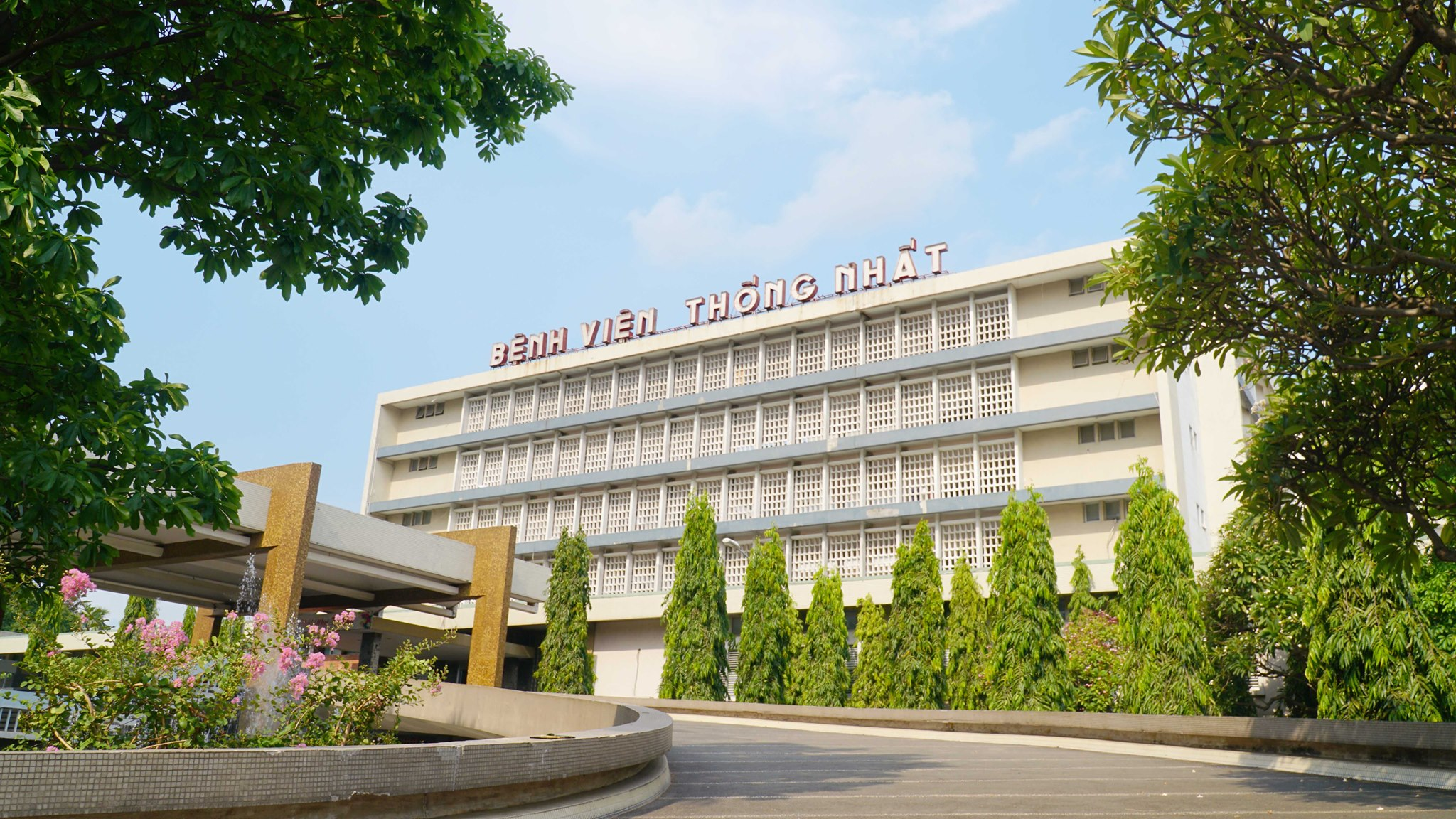
Bệnh viện Thống Nhất ngày nay

Với cơ sở hạ tầng, trang thiết bị hiện đại cùng với sự tận tình chu đáo của đội ngũ y bác sỹ có trình độ chuyên môn cao chất lượng khám chữa bệnh và uy tín của Bệnh viện được nâng lên đáng kể, tạo được niềm tin và sự hài lòng cho bệnh nhân.
Bệnh viện thực hiện công tác bảo vệ chăm sóc sức khỏe thường xuyên cho khoảng 100 cán bộ thuộc diện Trung ương quản lý. Hàng năm thực hiện bảo đảm y tế cho khoảng từ 5 đến 7 sự kiện chính trị - xã hội quan trong diễn ra trên địa bàn, phục vụ khám sức khỏe cho khoảng 20 đoàn khách ngoại giao quốc tế của Đảng, Nhà nước tạo được niềm tin và uy tín đối với các nước bạn.
Bên cạnh thực hiện nhiệm vụ chuyên môn, Bệnh viện cũng đã tham gia thực hiện tốt công tác đào tạo nguồn nhân lực cho ngành y tế, là cơ sở thực hành của sinh viên 16 trường đại học, trung cấp chuyên ngành y dược trên địa bàn.
Bệnh viện thường xuyên cử đội ngũ có trình độ chuyên môn cao xuống giúp đỡ các đơn vị tuyến dưới trong công tác khám, chữa bệnh và quản lý sức khỏe cán bộ cho hầu hết các tỉnh từ Bình Định trở vào đến các tỉnh Tây Nguyên, miền Đông và miền Tây Nam Bộ. Đã kịp thời phát hiện sớm và xử lý thành công nhiều trường hợp cán bộ mắc bệnh hiểm nghèo. 
Phát huy truyền thống và kinh nghiệm của GS. Nguyễn Thiện Thành – Giám đốc đầu tiên của Bệnh viện và là Chủ tịch hội đồng chuyên môn Bảo vệ sức khoẻ cán bộ Trung ương từ năm 1975, Bệnh viện Thống Nhất là đơn vị giúp việc đồng thời có nhiều thành viên tham gia trong Hội đồng chuyên môn Bảo vệ sức khỏe cán bộ miền Nam đã góp phần quan trọng cùng với các thành viên của đơn vị bạn thực hiện rất tốt công tác chẩn đoán và điều trị cho cán bộ thuộc diện Trung ương quản lý. 

## Quy mô
Bệnh viện Thống Nhất có quy mô ban đầu là 400 giường, sau đó đã mở và phát triển hơn 1.132 giường, tiến tới mục tiêu 1350 giường vào năm 2025, trở thành một bệnh viện đa khoa, lão khoa hạng đặc biệt có các trung tâm chuyên sâu về tim mạch, lão khoa, bảo vệ sức khoẻ trung cao cấp của Đảng, Nhà nước và thực hiện tốt việc khám, chữa bệnh, phòng bệnh, phục hồi chức năng cho nhân dân thành phố Hồ Chí Minh vav các tỉnh, thành phố khu vực phía Nam.

## Các khoa phòng

### Khối cơ quan
- Phòng Bảo vệ sức khỏe Trung ương 2B
- Phòng Tổ chức Cán bộ
- Phòng Kế hoạch tổng hợp
- Phòng Tài chính Kế toán
- Phòng Vật tư - Trang thiết bị y tế
- Phòng Quản trị
- Phòng Quản lý chất lượng và Công tác xã hội
- Phòng Điều dưỡng
- Phòng Hành chính
- Phòng Công nghệ thông tin
- Phòng Đào tạo - Chỉ đạo tuyến
- Tạp chí Sức khỏe và Lão hóa
- Viện Nghiên cứu Ứng dụng Khoa học Sức khỏe và Lão hóa (ARiHA)

### Khối lâm sàng
- Khoa Cấp cứu
- Khoa Điều trị Cán bộ cao cấp
- Khoa Hồi sức tích cực - Chống độc
- Khoa Khám bệnh cán bộ - BHYT
- Khoa Khám bệnh theo yêu cầu
- Khoa Nội cơ xương khớp
- Khoa Nội điều trị theo yêu cầu
- Khoa Nội hô hấp
- Khoa Nội Nhiễm
- Khoa Khoa Nội thận - lọc máu
- Khoa Nội Thần kinh
- Khoa Nội tiết
- Khoa Nội Tiêu hóa
- Khoa Nội tim mạch
- Khoa Tim mạch cấp cứu can thiệp
- Khoa Ung bướu
- Khoa Vật lý trị liệu - Phục hồi chức năng
- Khoa Y học cổ truyền
- Khoa Dinh dưỡng lâm sàng
- Khoa Nhịp tim
- Khoa Phẫu thuật hàm mặt - Tạo hình thẩm mỹ
- Khoa Ngoại Chấn Thương Chỉnh Hình
- Khoa Ngoại Điều trị theo yêu cầu
- Khoa Ngoại Gan Mật Tụy
- Khoa Ngoại Thần kinh
- Khoa Ngoại thận Tiết niệu
- Khoa Ngoại Tiêu Hóa
- Khoa Ngoại Tim mạch - Lồng ngực - Mạch máu
- Khoa Phẫu thuật - Gây mê hồi sức
- Khoa Tai mũi họng
- Khoa Mắt
- Khoa Da liễu – Miễn dịch – Dị ứng
- Trung tâm tiêm chủng

### Khối cận lâm sàng
- Khoa Chẩn đoán hình ảnh
- Khoa Dược
- Khoa Giải phẫu bệnh
- Khoa Hóa sinh
- Khoa Huyết học
- Khoa Kiểm soát nhiễm khuẩn
- Khoa Thăm dò chức năng và Nội soi
- Khoa Vi sinh

## Thành tích
- Danh hiệu Anh hùng Lao động thời kỳ đổi mới (2005) [1][13].
- Huân chương Quân công hạng Nhì (1980)[1].
- Huân chương Lao động hạng Nhất (1998)[1].
- Huân chương Độc lập hạng Nhì (2013), hạng Ba (2003)[1].
- Huân chương Hữu nghị hạng Mô-ha-sê-na của Quốc vương Vương quốc Campuchia (2020)[1].
- Huân chương Tự do hạng Ba của Chủ tịch nước Cộng hòa dân chủ nhân dân Lào (2015)[1].
- Cờ thi đua của Chính phủ; Bằng khen của Thủ tướng Chính phủ[1].
- Bằng khen của Bộ Y tế[1].
- Bằng khen của UBND TP Hồ Chí Minh[1].
- Có 02 cán bộ viên chức Bệnh viện được phong tặng danh hiệu Anh hùng Lao động, 06 Thầy thuốc Nhân dân, 44 Thầy thuốc Ưu tú, và nhiều cá nhân được tặng thưởng Huân chương Lao động Nhất, Nhì, Ba.